# Xavi Vierge
Xavi Vierge, född 30 april 1997 i Barcelona, är en spansk motorcykelryttare som tävlar i grenen roadracing. Sedan 2015 tävlar han i Moto2-världsmästerskapet i Grand Prix Roadracing.  Vierge har startnummer 97 på sin motorcykel.
Vierge tävlade i öppna spanska mästerskapen i Moto3 och Moto2 innan han mitt under säsongen 2015 fick hoppa in i VM i Moto2 för fabriksteamet Tech 3. Han blev också tvåa i spanska mästerskapen 2015. Han fortsatte hos Tech 3 i Moto2 säsongen 2016 och blev bästa nykomling (Rookie of the year). Vierge fortsatte hos Tech 3 säsongen 2017, tog sin första pallplats och kom 11:a i VM. Till  Roadracing-VM 2018 bytte Vierge både motorcykel och stall. Han körde en Kalex för Dynavolt Intact GP och kom åter på 11:e plats i VM. Säsongen 2019 kör Vierge för EG 0,0 Marc VDS på en Kalex.

## Framskjutna placeringar
Uppdaterad till 2021-06-12.
| Nr | Grand Prix | År   |
| -- | ---------- | ---- |
| 1  | Japan      | 2017 |
| 2  | Argentina  | 2018 |

| Nr | Grand Prix | År   |
| -- | ---------- | ---- |
| 1  | Australien | 2018 |
| 2  | Katalonien | 2021 |